# Tipula gondattii
Tipula gondattii är en tvåvingeart som beskrevs av Alexander 1934. Tipula gondattii ingår i släktet Tipula och familjen storharkrankar. Inga underarter finns listade i Catalogue of Life.